# Kitzbüheler Horn
Kitzbüheler Horn – szczyt w Alpach Kitzbühelskich, paśmie Alp Wschodnich. Leży w Austrii w Tyrolu. Leży na północny wschód od Kitzbühel. Na szczycie znajduje się przekaźnik telewizyjny.